# Mi amigo hormiga
Mi amigo hormiga es una serie de televisión dramática y romántica adolescente argentina. La ficción cuenta la historia de un joven y sus amigos que deben atravesar distintos problemas emocionales y de la adolescencia durante la cuarentena en Argentina de 2020, la cual afectará aún más sus vidas. La serie comenzó su rodaje en septiembre de 2020 y fue estrenada el 21 de enero de 2021 en Flow. Está protagonizada por José Giménez Zapiola, Agustina Cabo, Manuel Ramos y Malena Ratner.

## Sinopsis
Julián (José Giménez Zapiola) es un joven que asiste al Green Wind College, el cual debió cerrar por la pandemia a causa del COVID-19, por lo tanto, deberá quedarse en su casa respetando la cuarentena decretada por el Gobierno. Durante ese tiempo, Julián comenzará a soñar con hormigas, pero sin comprender el significado y el porqué sueña con ellas, hasta el punto de no distinguir que es real y qué no, lo cual se verá influenciado por el encierro y revivirá viejos traumas que aflorarán, debiendo descubrir su verdadera identidad involucrando a todo su entorno social.

## Elenco
- José Giménez Zapiola como Julián Ramírez
- Agustina Cabo como Ámbar
- Manuel Ramos como Renzo
- Malena Ratner como Micaela
- Carolina Kopelioff como Ludmila
- Adrián Altamirano como Baltazar
- Paula Rosen como Camila
- Lucila Gandolfo como Marcela
- Carla Pandolfi como Silvana
- Sebastián Sinnott como Bautista
- Diego Alcalá como Iván
- María Marull como Verónica
- Gastón Pauls como Marcos

## Temporadas
| Temporada | Temporada  | Episodios | Episodios | Emisión original    | Emisión original    |
| --------- | ---------- | --------- | --------- | ------------------- | ------------------- |
|           | 1          | 10        | 10        | 21 de enero de 2021 | 21 de enero de 2021 |
|           | Especiales | 2         | 2         | 21 de enero de 2021 | 21 de enero de 2021 |

### Temporada 1 (2021)
| N.º | Título     | Dirigido por         | Escrito por                                   | Fecha de lanzamiento original |
| --- | ---------- | -------------------- | --------------------------------------------- | ----------------------------- |
| 1   | «Normal»   | Diego Sebastián Oria | Diego Sebastián Oria y Jeremías Magnaghi Rudy | 21 de enero de 2021           |
| 2   | «Eclipse»  | Diego Sebastián Oria | Diego Sebastián Oria y Jeremías Magnaghi Rudy | 21 de enero de 2021           |
| 3   | «#Volvé»   | Diego Sebastián Oria | Diego Sebastián Oria y Jeremías Magnaghi Rudy | 21 de enero de 2021           |
| 4   | «He-Man»   | Diego Sebastián Oria | Diego Sebastián Oria y Jeremías Magnaghi Rudy | 21 de enero de 2021           |
| 5   | «Cantalo»  | Diego Sebastián Oria | Diego Sebastián Oria y Jeremías Magnaghi Rudy | 21 de enero de 2021           |
| 6   | «Secretos» | Diego Sebastián Oria | Diego Sebastián Oria y Jeremías Magnaghi Rudy | 21 de enero de 2021           |
| 7   | «Errores»  | Diego Sebastián Oria | Diego Sebastián Oria y Jeremías Magnaghi Rudy | 21 de enero de 2021           |
| 8   | «Ayuda»    | Diego Sebastián Oria | Diego Sebastián Oria y Jeremías Magnaghi Rudy | 21 de enero de 2021           |
| 9   | «Grises»   | Diego Sebastián Oria | Diego Sebastián Oria y Jeremías Magnaghi Rudy | 21 de enero de 2021           |
| 10  | «Junt@s»   | Diego Sebastián Oria | Diego Sebastián Oria y Jeremías Magnaghi Rudy | 21 de enero de 2021           |

### Especiales (2021)
| N.º | Título        | Dirigido por         | Escrito por                                   | Fecha de lanzamiento original |
| --- | ------------- | -------------------- | --------------------------------------------- | ----------------------------- |
| 1   | «El especial» | Diego Sebastián Oria | Diego Sebastián Oria y Jeremías Magnaghi Rudy | 21 de enero de 2021           |
| 2   | «Backstage»   | Diego Sebastián Oria | Diego Sebastián Oria y Jeremías Magnaghi Rudy | 21 de enero de 2021           |

## Desarrollo

### Producción
La serie estaba planeada inicialmente para ser una obra musical de teatro, pero su estreno se vio frustrado por la pandemia del COVID-19, por lo cual el creador y director, Diego Sebastián Oria, decidió transformarla en una serie audiovisual que se vería a través de una plataforma de streaming, inspirándose en recursos argumentales de otras series destinadas al público adolescente como Merlí, Élite, 13 Reasons Why y Sex Education. Es así, que Oria convocó a Jeremías Magnaghi Rudy para coescribir el guion de la ficción, el cual se fue construyendo en simultáneo al rodaje de la misma.

### Localización
Mi amigo hormiga inició sus grabaciones en septiembre de 2020 en la Ciudad de Buenos Aires, Argentina, específicamente en el barrio de Belgrano bajo los protocolos de sanidad aprobados por el Gobierno de la Ciudad de Buenos Aires, debido a la pandemia por el Covid-19.

### Casting
El creador de la serie ya tenía confirmado a José Giménez Zapiola, Agustina Cabo, Manuel Ramos y Malena Ratner para la serie, ya que ellos ya habían realizado la audición para estar en la obra de teatro. De esa manera, decidió conservarlos para el proyecto, pero para los demás actores jóvenes tomó la decisión de realizar un casting online, del cual quedaron seleccionados Sebastián Sinnott, Carolina Kopelioff y Adrián Altamirano, mientras que los actores adultos fueron directamente convocados por la producción para estar en la ficción.

## Banda sonora
El 3 de febrero de 2021, la discográfica argentina BRVNO lanzó el primer EP de la serie, el cual presenta cinco canciones.

### Lista de canciones
| N.º   | Título                  | Escritor(es)                            | Intérprete(s)          | Duración |  |
| 1.    | «Imperfecto»            | Diego Sebastián Oria Jorge Luis Soldera | Malena Ratner          | 2:26     |  |
| 2.    | «Te puede suceder»      | Oria Soldera                            | Manuel Ramos           | 1:23     |  |
| 3.    | «Este soy yo»           | Oria Soldera                            | El Purre               | 1:52     |  |
| 4.    | «Bichito de luz»        | Oria Soldera                            | El Purre Agustina Cabo | 2:01     |  |
| 5.    | «Una lágrima que vuela» | Oria Soldera                            | Carolina Kopelioff     | 2:29     |  |
| 10:12 |                         |                                         |                        |          |  |

## Recepción

### Comentarios de la crítica
Geo Monteagudo en una reseña para el portal Cadena 3 Argentina valoró las escenas de la serie diciendo que «se destacan las tomas con dron de la ciudad» y que eso suma un «dinamismo estético para la serie». Además destacó que la ficción «tiene música y coreografías originales».

### Premios y nominaciones
| Lista de premios y nominaciones | Lista de premios y nominaciones | Lista de premios y nominaciones | Lista de premios y nominaciones | Lista de premios y nominaciones | Lista de premios y nominaciones |
| Año                             | Organización                    | Categoría                       | Nominado/a(s)                   | Resultado                       | Ref(s)                          |
| ------------------------------- | ------------------------------- | ------------------------------- | ------------------------------- | ------------------------------- | ------------------------------- |
| 2021                            | Produ Awards                    | Mejor Microserie                | Mi amigo hormiga                | Nominado                        | [ 9 ]                           |
| 2022                            | Premios Cóndor de Plata         | Mejor Serie Corta               | Mi amigo hormiga                | Ganador                         | [ 10 ]                          |